# Panisea vinhii
Panisea vinhii är en orkidéart som beskrevs av Leonid Vladimirovitj Averjanov och Averyanova. Panisea vinhii ingår i släktet Panisea och familjen orkidéer.
Artens utbredningsområde är Vietnam. Inga underarter finns listade i Catalogue of Life.